# Аеросвіт
Аеросвіт — колишня українська авіакомпанія, що існувала з 1994 по 2013 рік. Головний офіс і основний хаб компанії знаходились у міжнародному аеропорту «Бориспіль» в Київській області. До банкрутства «Аеросвіт» мав найбільшу серед українських перевізників мережу регулярних міжнародних маршрутів, виконуючи внутрішні та міжнародні рейси самостійно або спільно з партнерами (код-шерінг) за більш ніж 107 напрямами, включаючи далекомагістральні міжнародні маршрути у В'єтнам, Китай, Індію, Таїланд, Шрі-Ланку, Канаду та США, а також чартерні перевезення.
Була заснована 25 березня 1994 року і почала свою роботу в квітні 1994 року польотами з Києва до Тель-Авіву, Одеси, Салоніків, Афін та Ларнаки у співпраці з Air Ukraine. У жовтні 1994 року взяла в сухий лізинг Боїнг 737-200 з метою розширення мережі маршрутів та включення до неї рейсів в Москву. «Аеросвіт» став першою європейською авіакомпанією, яка здійснила переліт в аеропорт Суварнабхумі у Бангкоці.
Головний акціонер компанії — «ПриватБанк», підконтрольний Ігорю Коломойському. «Аеросвіт» — повноправний член ІАТА та сертифікований перевізник ІАТА й IOSA. У 2011 році «Аеросвіт» отримав премію «Вибір року» в номінації «Вітчизняний авіаперевізник року». У 2012 році в пресі регулярно повідомлялося про затримки та переноси авіарейсів компанії «Аеросвіт»; наприкінці року авіакомпанія подала до суду заяву про банкрутство.

## Історія

### Початок діяльності

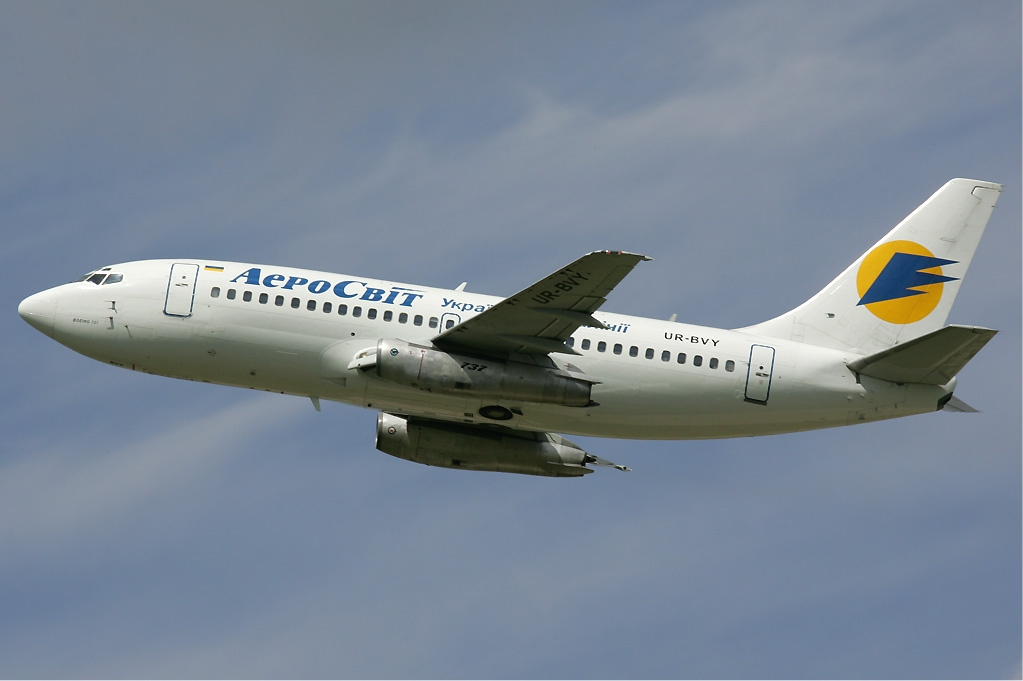
Один з перших літаків Боїнг 737–200 «Аеросвіту»

«Аеросвіт» був зареєстрований у 1994 році як закрите акціонерне товариство. Незабаром після цього були запущені регулярні рейси з Києва до Афін та Тель-Авіва. За ними послідували нові регулярні рейси до Греції та на Кіпр. У тому ж році був узятий в операційний лізинг перший літак Боїнг 737-200 і виконано перший рейс Київ—Афіни під власним кодом. У 1995 році були запущені регулярні рейси з Києва до Алмати, Ашхабаду та Риги, що істотно розширило маршрутну мережу «Аеросвіту». У 1996 році в списку пунктів призначення авіакомпанії з'явилися Єкатеринбург, Харків, Львів та Сімферополь, і «Аеросвіт» став повноправним членом ІАТА. У 1997 році «Аеросвіт» став членом Клірингової палати ІАТА і придбав свій перший Боїнг 737–200. У 1999 році «Аеросвіт» придбав третій Боїнг 737–200 і запустив регулярні рейси до Будапешту, Софії та Стамбулу.

### Зростання в 2000-х

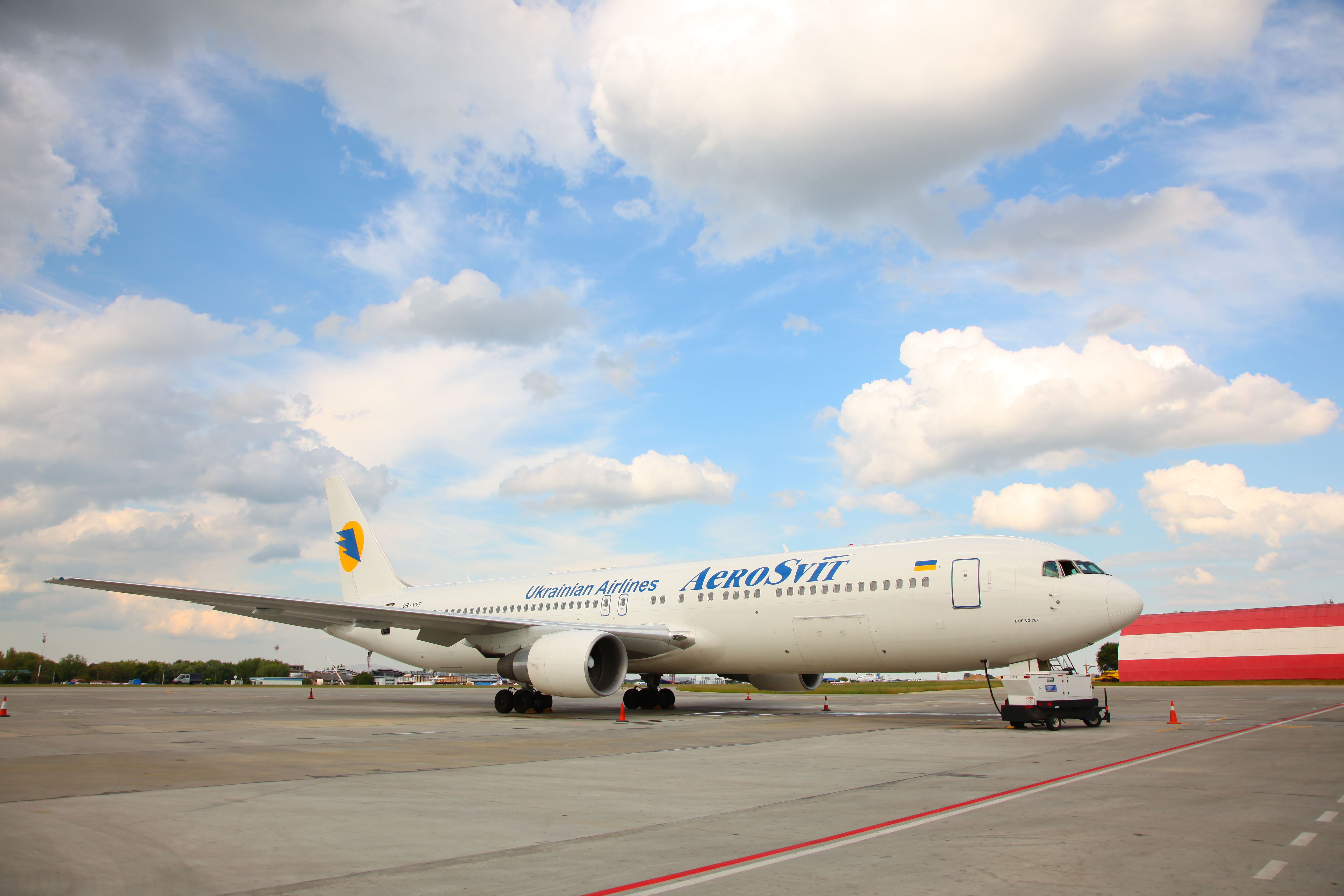
Перший в Україні далекомагістральний авіалайнер з'явився у «Аеросвіту».

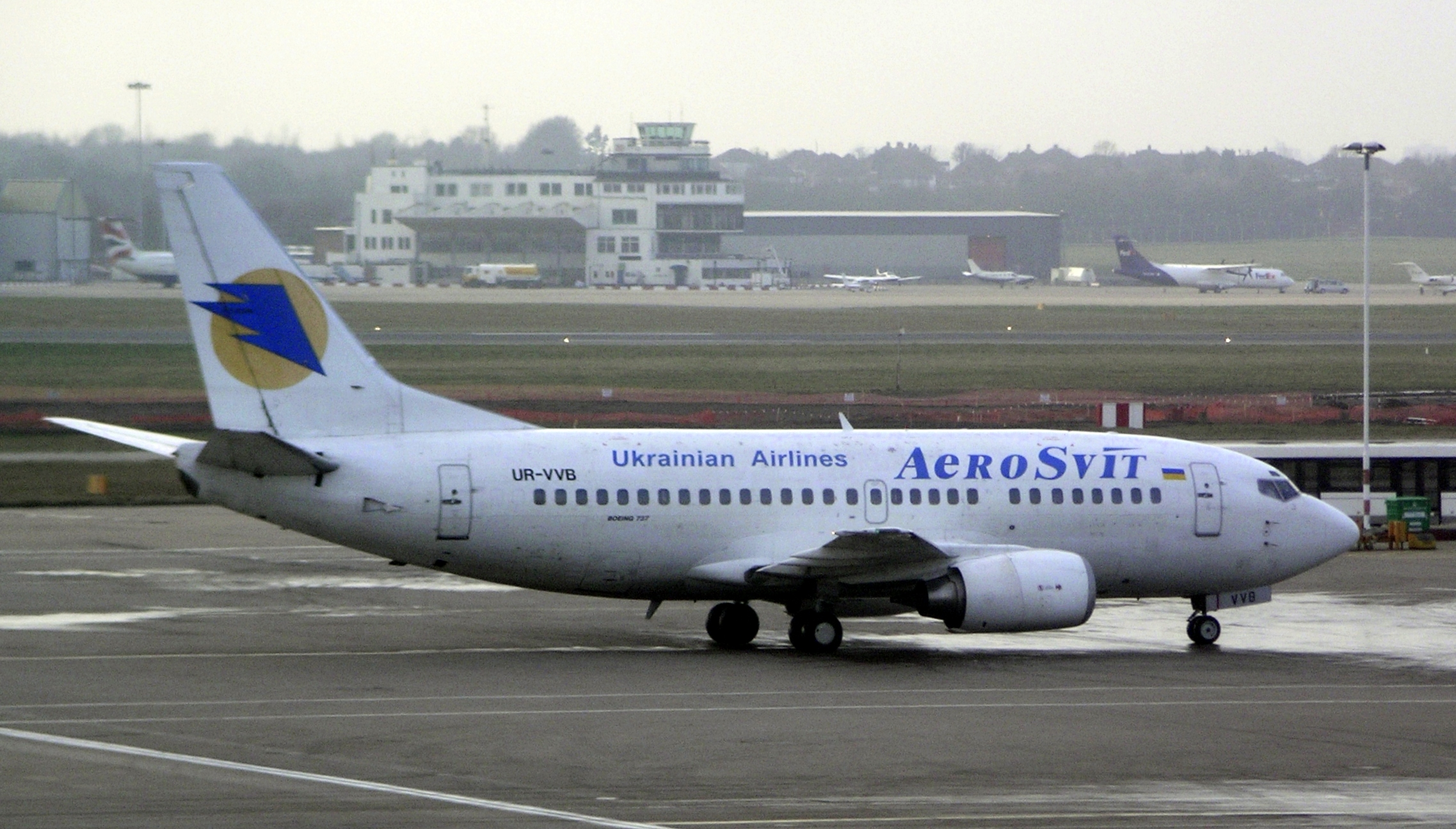
Боїнг 737 «Аеросвіту» на стоянці в аеропорті Бірмінгем (Англія) у 2006 році

У 2000 році флот «Аеросвіту» поповнили два Боїнги 737–300. Були запущені регулярні рейси до Праги та Варшави, і «Аеросвіт» вийшов на перше місце серед українських авіакомпаній за кількістю перевезених пасажирів. У 2002 році авіакомпанія купила три Боїнги 737–500 і запустила рейси до Бангкоку на першому в Україні далекомагістральному авіалайнері Боїнг 767-300ER.
У 2003 році «Аеросвіт» запустив перший трансатлантичний рейс на Боїнгу 767 до Нью-Йорку. Цього року авіакомпанія також перевезла свого двохмільйонного пасажира. Пізніше цього року почав виконуватися ще один трансатлантичний рейс — до Торонто. Незабаром після цього «Аеросвіт» отримав сертифікат JAR-145, що підтверджує можливість виконання робіт з обслуговування повітряних суден відповідно до вимог Joint Aviation Authorities. Цього ж року був запущений рейс до Делі.
З настанням 2004 року «Аеросвіт» збільшив кількість рейсів до Бангкоку до трьох на тиждень і придбав ще один Боїнг 737–300. Протягом року число внутрішніх українських рейсів «Аеросвіту» збільшилося до одинадцяти напрямів. У цей же час були запущені рейси до Пекіна, Баку, Кишинева, Каїра та Санкт-Петербурга. У 2004 році «Аеросвіт» став офіційним перевізником національної олімпійської збірної України на XXVIII літніх Олімпійських іграх, що проходили в Афінах.
У 2005 році кількість середньомагістральних повітряних суден Боїнг 737 у флоті компанії збільшилася до десяти. Того ж року на рейси Нью-Йорк—Київ був запущений електронний продаж квитків, і «Аеросвіт» також почав виконувати код-шерінгові рейси з «Азербайджанськими авіалініями» за маршрутом Київ—Баку. У 2006 році «Аеросвіт» був доданий до реєстру IOSA (перевірка безпеки польотів ІАТА). Того ж року авіакомпанія запустила регулярні рейси з Донецька до Тель-Авіва і код-шерінгові перельоти з Києва до Вільнюса (з flyLAL). За 12 років роботи «Аеросвіт» перевіз 6 мільйонів пасажирів.

### Утворення «Української авіаційної групи» у 2011

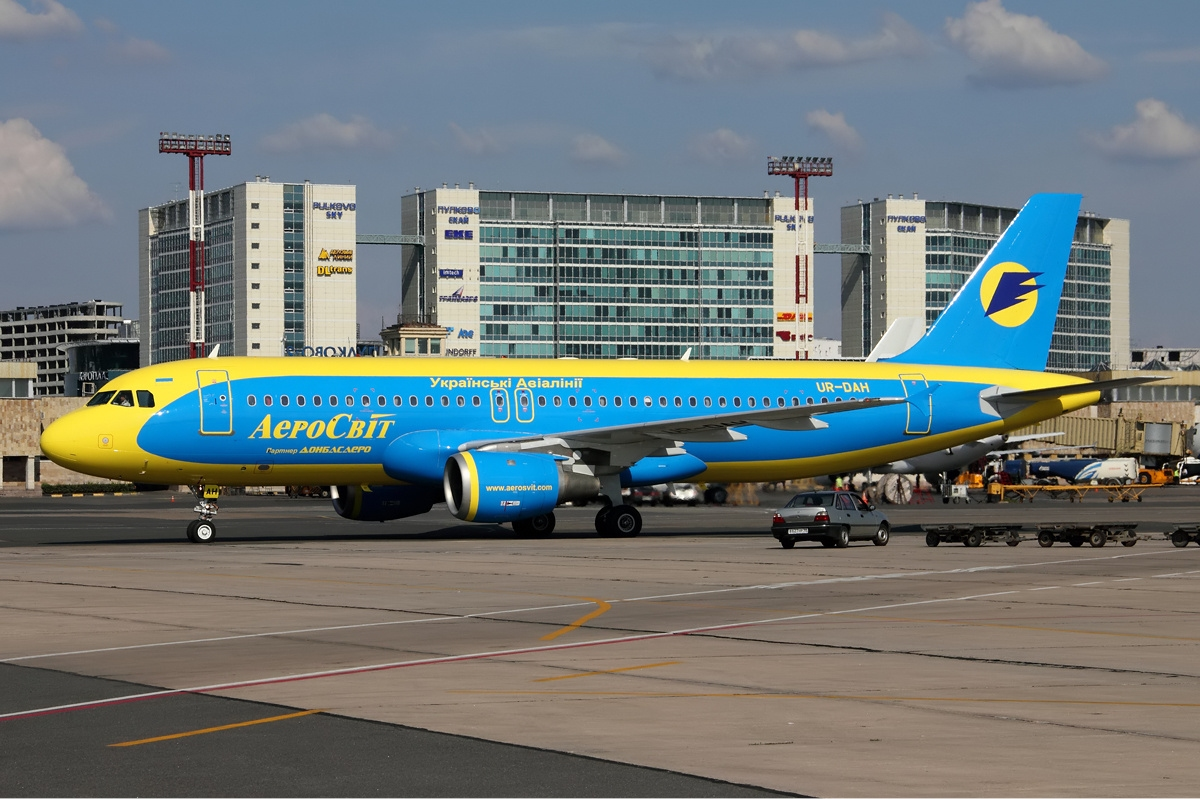
У 2011 році «Аеросвіт» почав використовувати нову ліврею, загальну для компаній «Української авіаційної групи».

У 2007 році кількість пунктів призначення з України до США (через Нью-Йорк у співпраці з авіакомпанією Delta Air Lines) зросла до ста, в тому числі були додані Лос-Анджелес та Портленд. «Аеросвіт» і «Донбасаеро» з ініціативи їх спільного акціонера групи «Приват» створили стратегічний альянс «Українська авіаційна група». До флоту був доданий третій далекомагістральний лайнер Боїнг 767 і дванадцятий середньомагістральний Боїнг 737, а також були запущені код-шерінгові перельоти Київ—Мінськ (з Белавіа). У 2007 ж році «Аеросвіт» почав продавати квитки через свій сайт і підписав контракт з «Боїнгом» на поставку 14 літаків Боїнг 737–800 Next Generation, починаючи з 2012 року.
На початку 2008 року «Аеросвіт» запустив регулярні рейси до Тбілісі та Алмати. Була запроваджена система електронного продажу квитків на всі рейси авіакомпанії, і «Аеросвіт» став офіційним авіаперевізником національної олімпійської збірної на XXIX літніх Олімпійських іграх, що проходили в Пекіні. У 2009 році були запущені регулярні рейси з Києва до Астани. «Аеросвіт» почав використовувати нове повітряне судно українського виробництва Ан-148 і подовжив сертифікат IOSA до жовтня 2011 року.
У 2010 році авіакомпанія додала до свого флоту другий Ан-148 і запустила нові рейси, включаючи Одеса—Калінінград, Сімферополь—Калінінград, Донецьк—Санкт-Петербург, Одеса—Рига, Дніпропетровськ—Берлін (переважно в співпраці з компаніями «Дніпроавіа» і «Донбасаеро»), також був запущений код-шерінговий рейс Одеса—Мілан. «Дніпроавіа», увійшовши до складу групи «Приват», приєдналася до «Української авіаційної групи», що започаткувало здійснення регулярних рейсів з Києва до Вільнюса, Риги, Бухареста, Кишинева, Калінінграда, Ташкента, Копенгагена, Єревана, Мінська та Гянджі. Крім того, «Аеросвіт» підписав контракт з «Боїнгом» на поставку чотирьох Боїнгів 737-900ER до 2013–2014 року, а флот авіакомпанії поповнився четвертим Боїнгом 767.
У 2011 році «Аеросвіт» додав ряд нових напрямів, в тому числі до Лондона (аеропорт Ґатвік) і Кракова. У вересні 2011 року Антимонопольний комітет заявив, що компанія «Аеросвіт», яка є монополістом на деяких напрямках, необґрунтовано завищує ціни на квитки у 1,3—1,7 рази та зобов'язав перевізника знизити тарифи до рівня, який існував би в умовах конкуренції.

### Криза 2012
У 2012 році у пресі регулярно повідомлялося про затримки та перенесення авіарейсів компанії «Аеросвіт». Так, в середині травня 2012 року пасажири, що летіли з Дубая до Києва, змушені були чекати рейсу додаткові 9 годин; ті, хто вирушав з Нью-Йорка, не змогли вилетіти до української столиці через несправності літака. 2 червня 2012 року 34 громадян України в Стокгольмі не пустили на рейс «Аеросвіту» через те, що «квитків продали більше, ніж місць у літаку». 8 червня, в день відкриття чемпіонату Європи з футболу, кількість затриманих рейсів до різних міст світу досягла 30; більше 150 українських вболівальників, які купили квитки на відкриття Євро-2012 у Варшаві, на церемонію не потрапили. 11 червня було затримано 38 вильотів літаків авіакомпанії.
Серед причин називалися, наприклад, припинення операційної діяльності авіакомпаній-партнерів і затримка поставок нових літаків. Причиною скасування рейсу Тбілісі—Київ 14 липня 2012 року неофіційно називалася заборона вильоту через «неналагоджений стан двигуна, амортизаторів та покришок». При цьому, компенсації пасажирам, як правило, не виділяються.
Висловлювалися думки, що неякісність перевезень «Аеросвіту» пов'язана з його монопольним становищем на українському ринку. «Українська авіаційна група», до якої входить «Аеросвіт», на момент 2012 року забезпечувала майже третину рейсів за межі України і до 70% авіаперевезень всередині країни.
У грудні московський аеропорт Шереметьєво припинив обслуговування рейсів «Аеросвіту» через невиконання авіакомпанією зобов'язань з оплати рахунків, але пізніше було оголошено про врегулювання питання. Тоді ж «Аеросвіт» заявив про скорочення штату та зменшення видатків фірми в цілому. В кінці грудня стало відомо, що через боргову кризу «Аеросвіт» в 2013 році поступиться своїми рейсами конкуренту — Міжнародним авіалініям України (МАУ), залишившись маркетинговим партнером.
Також базовий аеропорт «Аеросвіту» — Міжнародний аеропорт «Бориспіль» на початку січня 2013 року зупинив обслуговування рейсів авіакомпанії АероСвіт через борги та «через порушення фінансової дисципліни»

### Банкрутство у грудні 2012 року
27 грудня 2012 року ПАТ «Авіакомпанія „Аеросвіт“» звернулось до господарського суду Київської області із заявою про порушення справи про банкрутство. Господарський суд Київської області 29 грудня 2012 року почав провадження у справі про банкрутство компанії АероСвіт. Текст ухвали суду оприлюднив Єдиний державний реєстр судових рішень.
Згідно з ухвалою, суд розпочав процедуру розпорядження майном авіакомпанії і призначив розпорядником майна арбітражного керуючого Леоніда Талана.
В ухвалі зазначається, що на 27 грудня 2012 авіакомпанія має заборгованість перед кредиторами в розмірі 4,27 млрд гривень, а згідно із даними балансу на 30 вересня 2012 року загальна балансова вартість активів «АероСвіту» становить 1,467 млрд гривень.

### Маршрути «Аеросвіту»

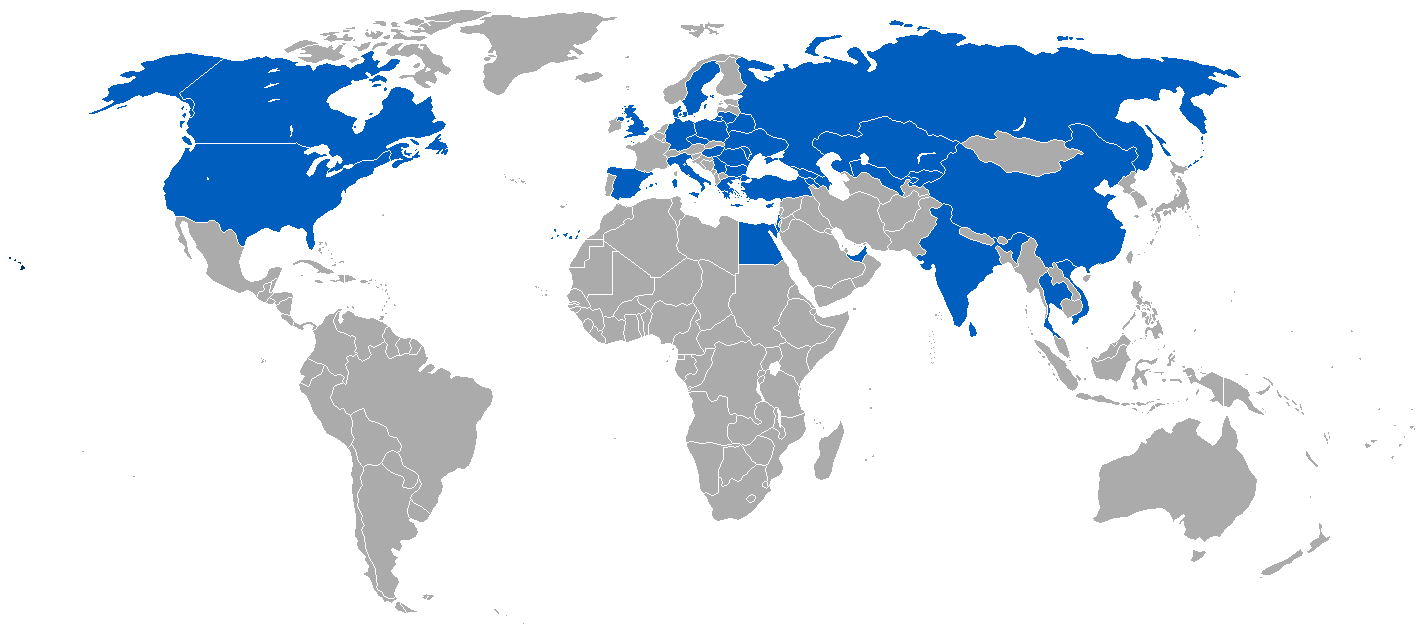
Пункти призначення «Аеросвіту»

## Маршрути

### Договори про код-шерінг
Аеросвіт мав код-шерінгові угоди з наступними авіакомпаніями (станом на жовтень 2011 року):
| - Аерофлот (SkyTeam) - AirBaltic - Armavia - Belavia - Bulgaria Air - Cimber Sterling | - CSA (SkyTeam) - Dniproavia - Донавіа - Донбасаеро - El Al - Estonian | - Georgian Airways - Hainan Airlines - LOT (Star Alliance) - Malev (Oneworld) - PIA - Россия | - Skyways (airlines) - Thai Airways (Star Alliance) - Vietnam Airlines (SkyTeam) - Wind Rose |

### Внутрішні маршрути
До 2002 року «Аеросвіт» виконував регулярні рейси з Києва до Дніпропетровська, Одеси та Сімферополя. У 2003–2004 роках внутрішня мережа авіакомпанії розрослася до 7 напрямків. До переліку внутрішніх маршрутів компанії додалися Донецьк, Харків, Львів та Івано-Франківськ. У 2004 році завдяки співпраці з іншими українськими авіаперевізниками список внутрішніх маршрутів «Аеросвіту» поповнили такі напрямки, як Ужгород, Чернівці, Луганськ та Запоріжжя.
«Аеросвіт» спільно з іншими учасниками альянсу «Українська авіаційна група» виконував більшість рейсів за внутрішніми напрямками: Донецьк, Одеса, Сімферополь, Дніпропетровськ, Харків, Івано-Франківськ, Ужгород, Чернівці, Луганськ, Севастополь.

### Нерегулярні (чартерні) перевезення
Першим етапом розвитку чартерних перевезень авіакомпанії стало виконання програми перельотів на грецький острів Крит у літній період. У 1998 році стартували перші рейси до Анталії (Туреччина), у 1999 році — до Хургади (Єгипет). Починаючи з 1999 року, були додані чартерні рейси до Болгарії, Туреччини, Єгипту, Греції, Тунісу та інших країн. Крім того, були запущені рейси до традиційних літніх курортів, зимових лижніх курортів, а також в такі країни, як Австрія, Франція, Фінляндія, Туреччина, Словаччина.
Після того, як до флоту авіакомпанії приєднався Боїнг 767-300ER, список чартерних маршрутів збільшився. До нього були додані такі напрямки, як Мальдівські острови, острів Тенерифе, Домініканська Республіка та Індонезія.

## Флот
Флот авіакомпанії складався з 18 літаків Боїнг. На деяких рейсах «Аеросвіт» використовує A320 і Embraer 145 на підставі мокрого лізингу.
Восени 2002 року до флоту авіакомпанії був доданий перший далекомагістральний Боїнг 767. Рік по тому компанія отримала другий Боїнг 767. Ці літаки стали основою для запуску п'яти трансконтинентальних маршрутів: до Нью-Йорку, Торонто, Бангкоку, Делі та Пекіну.

### Повітряні судна
Флот авіакомпанії складався з таких повітряних суден (станом на червень 2012 року):

### Ліврея
До 2011 року ліврея авіакомпанії «Аеросвіт» являла собою білу євро-схему, поєднуючи в собі білий фюзеляж з ім'ям авіакомпанії, написаним синіми літерами. Білий хвіст літака з синім «крилом» по центру жовтого кола і український прапор вгорі фюзеляжу. «Крило» є символом авіакомпанії і доповнює назву «Аеросвіт».
У 2011 році була представлена нова синьо-жовта ліврея, яка своєю геометрією фарбування символізує єдину приналежність авіакомпаній альянсу «Української авіаційної групи».

### Класи обслуговування

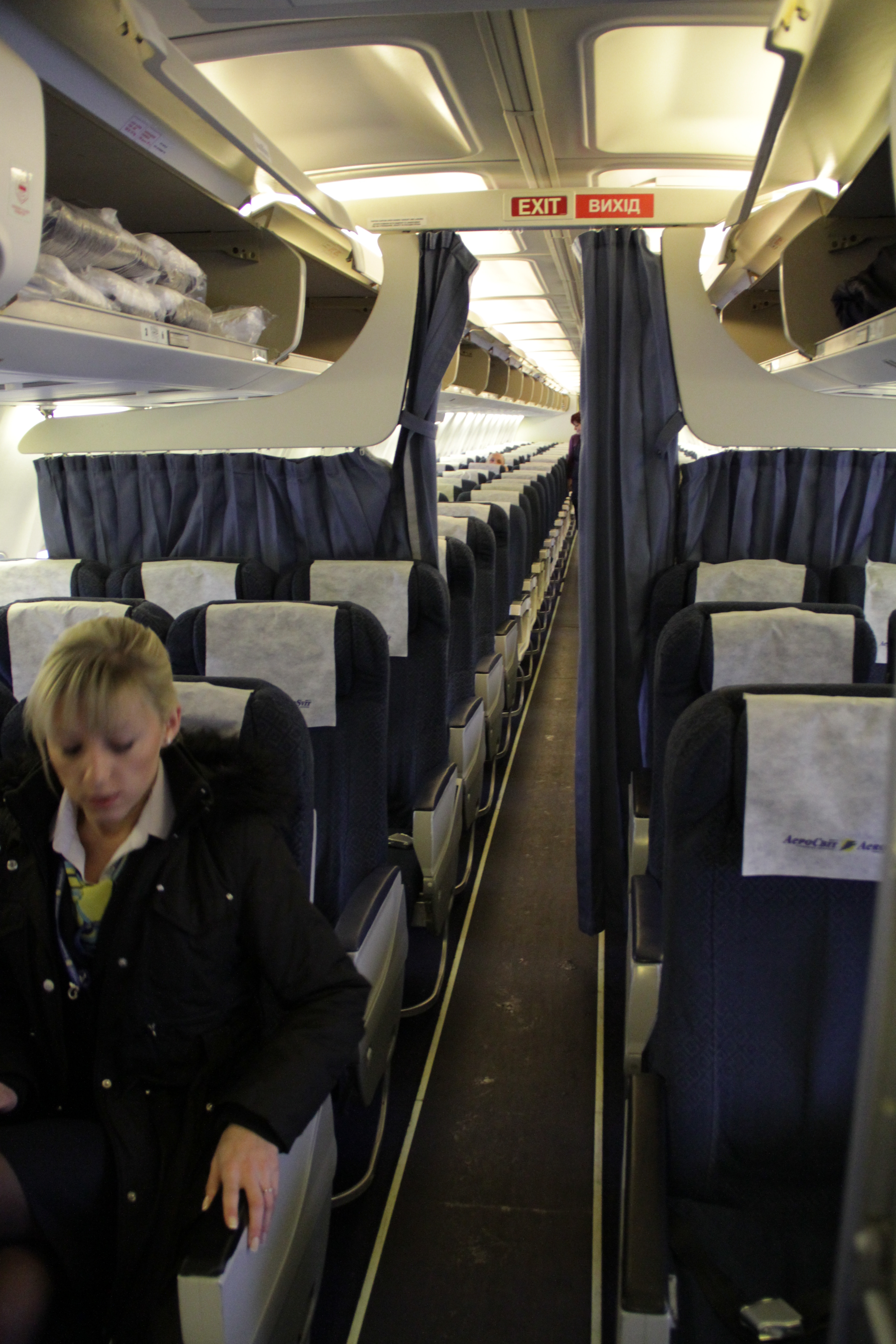
Кабіни бізнес- і економ-класів на борту одного з літаків Боїнг 737 «Аеросвіту»

Літаки «Аеросвіту», які здійснювали перельоти за міжнародними маршрутами, були обладнані двома кабінами — бізнес- і економ-класу. Пасажирам бізнес-класу в більшості випадків пропонується меню, в якому пасажир може вибрати з декількох позицій по кожному виду страви: основна страва, друга страва, десерт і напій. Пасажири економ-класу мають у своєму розпорядженні два варіанти харчування.
«Аеросвіт» пропонував безкоштовне харчування на борту. На далекомагістральних рейсах подача їжі здійснюється двічі, а в проміжку пропонується легка закуска. Компанія також пропонує пасажирам попереднє замовлення спеціального харчування (може стягуватися оплата) за 24 години до відправлення рейсу. На далекомагістральних маршрутах пасажири бізнес-класу можуть скористатися персональними відео-аудіо-пристроями. Також на борту міжнародних рейсів здійснюється продаж товарів безмитної торгівлі (duty free). Онлайн замовлення можна робити через маркетплейс дюті фрі MyDutyFree.
На бортах літаків «АероСвіту» пропонувався безкоштовний бортовий журнал «Меридіан» (українською та англійською мовами), який видавався компанією з 1999 року.

## Основні показники

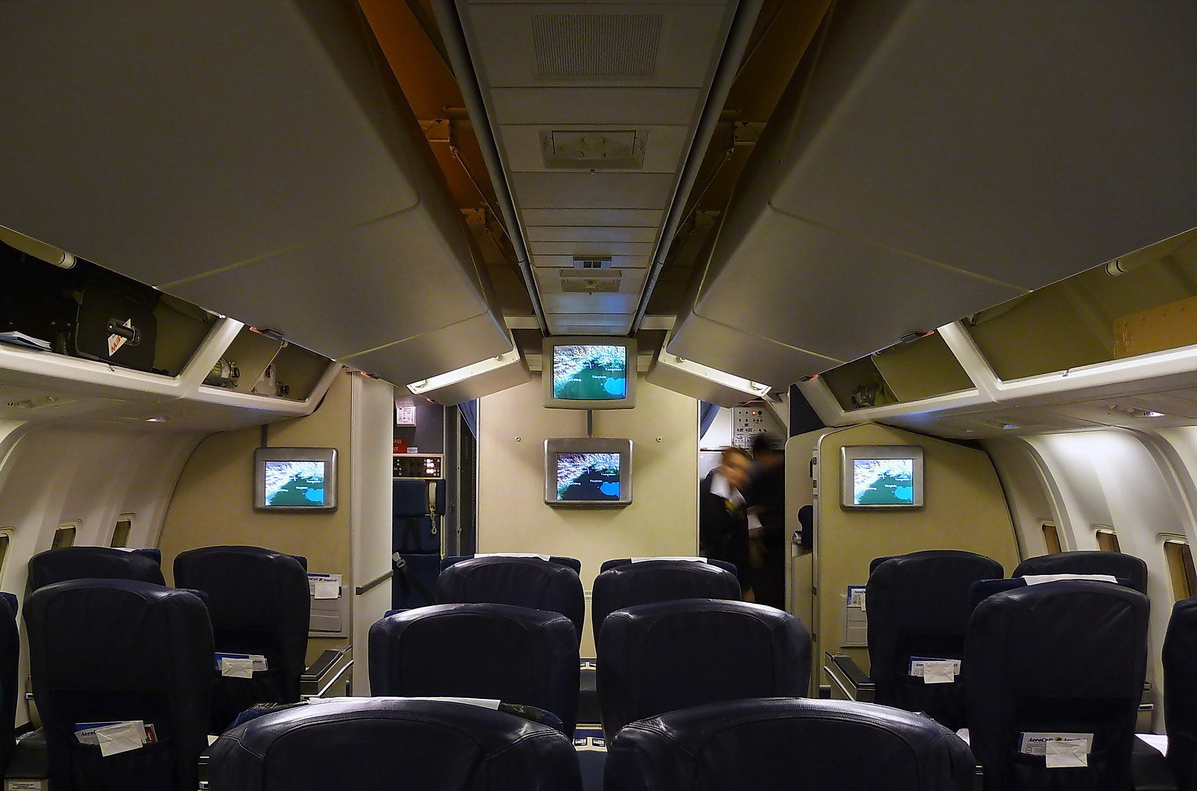
Бізнес-клас у літаку Boeing 767 Аеросвіту

|                                        | 2005    | 2006   | 2007   | 2008   | 2009   | 2010   |
| -------------------------------------- | ------- | ------ | ------ | ------ | ------ | ------ |
| Завантаження (%)                       | 72,9    | 67,9   | 72,9   | 65,7   | 69,4   | 70,0   |
| Загальний час польоту (ч)              | 39151   | 49054  | 57977  | 70743  | 42199  | 63890  |
| Дохід на пасажира км (млн)             | 3265,4  | 3561,8 | 4551,3 | 5304,6 | 3373,6 | 3966,6 |
| Вільне місце км (млн)                  | 4424, 7 | 5042,3 | 6230,9 | 7624,8 | 4857,2 | 5591,9 |
| Дохід на тонну вантажу км (млн)        | 366,6   | 396,1  | 504,4  | 583,6  | 379,5  | 452,1  |
| Кількість співробітників               | 1575    | 1944   | 2282   | 2352   | 1832   | 2072   |
| Дохід на одного співробітника км (млн) | 2,07    | 1,83   | 1,99   | 2,26   | 1,84   | 1,91   |

## Катастрофи
17 грудня 1997 року літак Львівських авіаліній (фактичний перевізник) Як-42, що виконував рейс «Аеросвіту» (перевізник за договором) VV241, розбився біля міста Салоніки (Греція). Загинули всі 62 пасажири і 8 членів екіпажу.

## Виноски
1. ↑  2011 - Переможці - Міжнародний фестиваль-конкурс "Вибір року" в Україні. Архів оригіналу за 27 червня 2013. Процитовано 14 липня 2012. [Архівовано 2014-01-03 у Wayback Machine.]
2. ↑  Авиакомпании «Днипроавиа» и «АэроСвит» завышают цены на билеты почти в 2 раза [Архівовано 20 червня 2012 у Wayback Machine.], ASD-inform Украина
3. 1 2 3 4 5 6  Авиа-монополия душит украинское небо. Подробности. 24 червня 2012. Архів оригіналу за 28 липня 2012. Процитовано 14 липня 2012.
4. 1 2 3 4  Корреспондент: От винта. Аэросвит захлебнулся в большом потоке пассажиров. Корреспондент. 26 червня 2012. Архів оригіналу за 28 червня 2012. Процитовано 14 липня 2012.
5. ↑  "Аеросвіт" продав більше квитків, ніж місць у літаку. Українська правда (укр.). 2 червня 2012. Архів оригіналу за 7 липня 2012. Процитовано 14 липня 2012.
6. 1 2  Українські депутати не можуть вилетіти з Грузії через Аеросвіт. Українська правда (укр.). 14 липня 2012. Архів оригіналу за 15 липня 2012. Процитовано 14 липня 2012.
7. ↑  По монополії Коломойського на ринку авіаперевезень готують «істотний удар». Зеркало недели | Дзеркало тижня | Mirror Weekly. Архів оригіналу за 16 квітня 2016. Процитовано 30 березня 2016.
8. ↑  Сегодня АэроСвит возобновляет выполнение рейсов в Москву. Корреспондент.net. 15 грудня 2012. Архів оригіналу за 18 грудня 2012. Процитовано 4 січня 2013.
9. ↑  Аэросвит начинает сокращать сотрудников, обвиняет "кризис отрасли". Корреспондент.net. 18 грудня 2012. Архів оригіналу за 1 січня 2013. Процитовано 4 січня 2013.
10. ↑  Лети, конкурент, лети: МАУ получат большую часть рейсов АэроСвита - Ъ. Корреспондент.net. 21 грудня 2012. Архів оригіналу за 31 грудня 2012. Процитовано 4 січня 2013.
11. ↑  BBC: Аеропорт «Бориспіль» зупиняє обслуговування рейсів АероСвіту
12. ↑  Аэропорт Борисполь отказался обслуживать рейсы Аэросвита. Корреспондент.net. 4 січня 2013. Архів оригіналу за 6 січня 2013. Процитовано 4 січня 2013.
13. ↑  Finance.Ua Господарський суд порушив справу про банкрутство «АероСвіту». Архів оригіналу за 3 січня 2014. Процитовано 4 січня 2013. [Архівовано 2014-01-03 у Wayback Machine.]
14. ↑  BBC: Суд Київщини почав провадження у справі про банкрутство АероСвіту [Архівовано 5 січня 2013 у Wayback Machine.]
15. ↑  Українська правда: Суд почав банкрутство «АероСвіту» Коломойського  [Архівовано 4 січня 2013 у Wayback Machine.]
16. ↑  Aerosvit Airlines [Архівовано 14 червня 2012 у Wayback Machine.] (англ.), CH-Aviation
17. ↑  Aerosvit Airlines Fleet Details and History [Архівовано 2 січня 2012 у Wayback Machine.] (англ.), Planespotters.net
18. ↑  «Аэросвит» планирует получить первые региональные самолеты Embraer 190 в декабре 2011 г. [Архівовано 4 квітня 2012 у Wayback Machine.] // АвиаПорт. Дайджест
19. ↑  MyDutyFree | Mastercard. www.mastercard.ua. Архів оригіналу за 9 грудня 2018. Процитовано 8 грудня 2018.
20. ↑  Aviation Safety Network (1997). ASN Aircraft accident description Yakovlev 42 UR-42334 - Thessaloniki. ASN. Архів оригіналу за 16 лютого 2012. Процитовано 7 січня 2007.